# ماتیاس برندله
ماتیاس برندله (آلمانی: Matthias Brändle؛ زادهٔ ۷ دسامبر ۱۹۸۹) دوچرخه‌سوار اهل اتریش است.
از باشگاه‌هایی که در آن رکاب زده‌است می‌توان به آی‌ای‌ام سایکلینگ، سونیر دوال-پرودیر، بورا–هانسگروهه، و تیم ترک-سگافردو اشاره کرد.